# Élections régionales de 2010 dans les Pays de la Loire
Pour un article plus général, voir Élections régionales françaises de 2010.
Les élections régionales ont eu lieu les 14 et 21 mars 2010.

## Mode d'élection
Le mode de scrutin est fixé par le code électoral. Il précise que les conseillers régionaux sont élus tous les six ans.
Les conseillers régionaux sont élus dans chaque région au scrutin de liste à deux tours sans adjonction ni suppression de noms et sans modification de l'ordre de présentation. Chaque liste est constituée d'autant de sections qu'il y a de départements dans la région.
Si une liste a recueilli la majorité absolue des suffrages exprimés au premier tour, le quart des sièges lui est attribué. Le reste est réparti à la proportionnelle suivant la règle de la plus forte moyenne. Une liste ayant obtenu moins de 5 % des suffrages exprimés ne peut se voir attribuer un siège.
Sinon on procède à un second tour où peuvent se présenter les listes ayant obtenu 10 % des suffrages exprimés. La composition de ces listes peut être modifiée pour comprendre les candidats ayant figuré au premier tour sur d’autres listes, sous réserve que celles-ci aient obtenu au premier tour au moins 5 % des suffrages exprimés et ne se présentent pas au second tour. À l’issue du second tour, les sièges sont répartis de la même façon.
Les sièges étant attribués à chaque liste, on effectue ensuite la répartition entre les sections départementales, au prorata des voix obtenues par la liste dans chaque département.

## Contexte régional
En 2004, François Fillon, président sortant du conseil régional, est battu par Jacques Auxiette. La région bascule à gauche.
Comme dans le reste du territoire, le contexte national influe tout autant que le contexte régional (si ce n'est plus).
Il est cependant à noter l'alliance dès le premier tour au sein de la liste de la Majorité Présidentielle de toutes les composantes de la droite locale, alliance complexe et mouvementée.
Ainsi, en Vendée le MPF fait liste commune avec l'UMP gardant notamment la tête de liste départementale. Cependant, des tensions marquèrent cette décision, les membres de la droite parlementaire vendéenne désapprouvant le choix du Maire des Herbiers comme tête de liste, lui préférant Bruno Retailleau, en défaveur chez les proches de Villiers. Le Nouveau Centre, par la voix, entre autres, du député Préel, désapprouve les premières moutures des listes car se trouvant sous représentés, tout comme le parti de Christine Boutin qui menaça de constituer une liste autonome.
Le Mayennais Arthuis tenta longuement de constituer une liste d'union centriste, sans résultats : le Modem refuse tout alliance au second tour avec l'UMP et le NC adhère à la liste de la Majorité Présidentielle.
À gauche, Auxiette tentera de reconstituer, comme en 2004, une liste d'union de la gauche. Comme dans toute la France le MRC et le PRG s'allient au Parti socialiste. Le PCF soutient la liste socialiste en Loire-Atlantique, Maine-et-Loire et Mayenne, alors que les fédérations de la Sarthe et de la Vendée rejoignent le Front-de-Gauche. Enfin, plusieurs membres des Verts créent le mouvement Écologie Solidarité, qui refuse la stratégie d'autonomie lancée par le national et dénoncent un « glissement de Europe Ecologie vers des alliances au centre et même à droite », ils sont exclus de leur parti et soutiennent la liste socialiste.
Le Front de Gauche, moins le PCF dans trois départements mais élargit au NPA, et Europe Écologie Les Verts, alliés à Cap21, présentent des listes indépendantes.

## Têtes de liste

### Têtes de liste régionales

Eddy Le Beller Candidat LO
Marc Gicquel Candidat FG-NPA
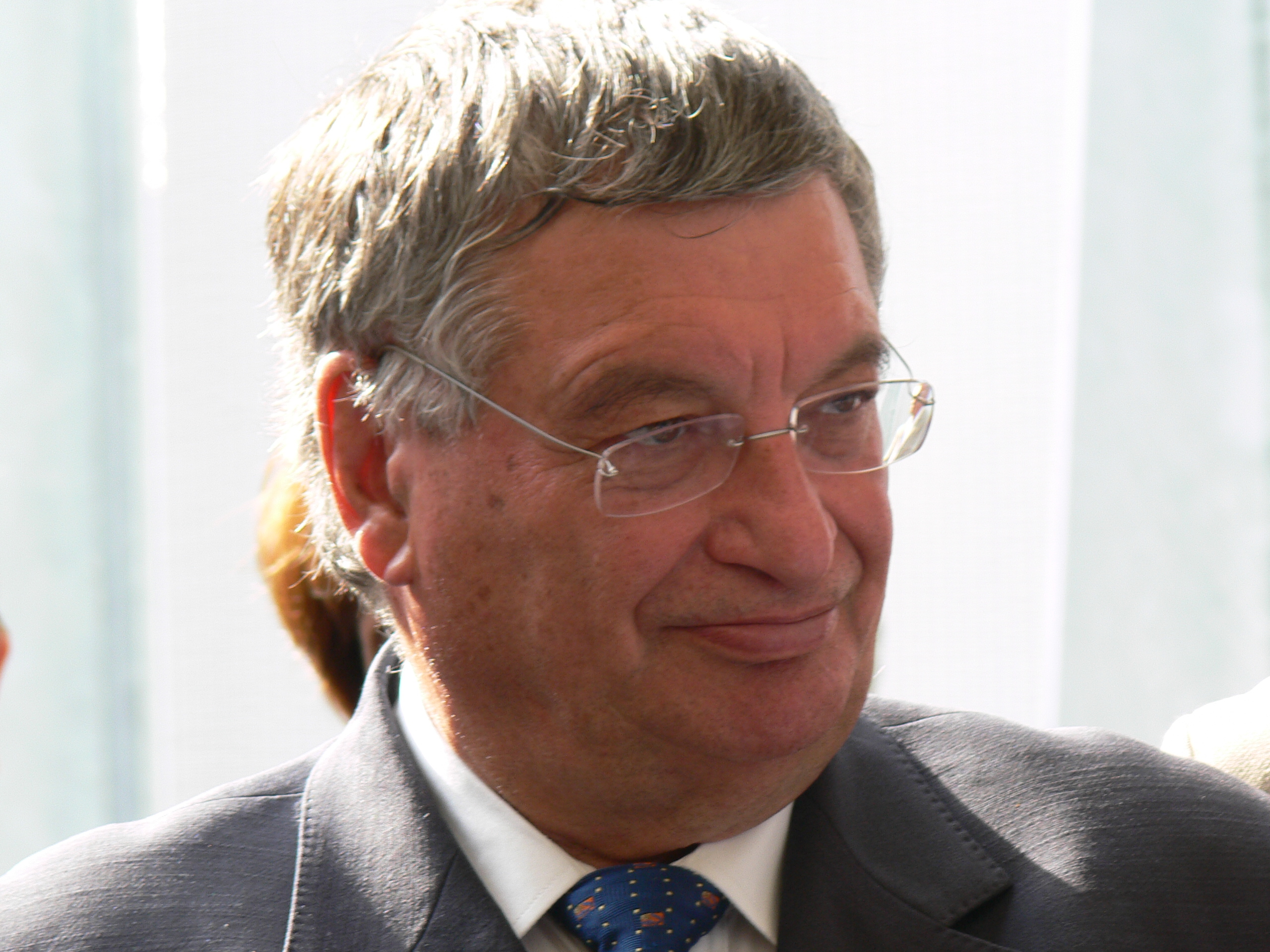
Jacques Auxiette Candidat PS, président sortant
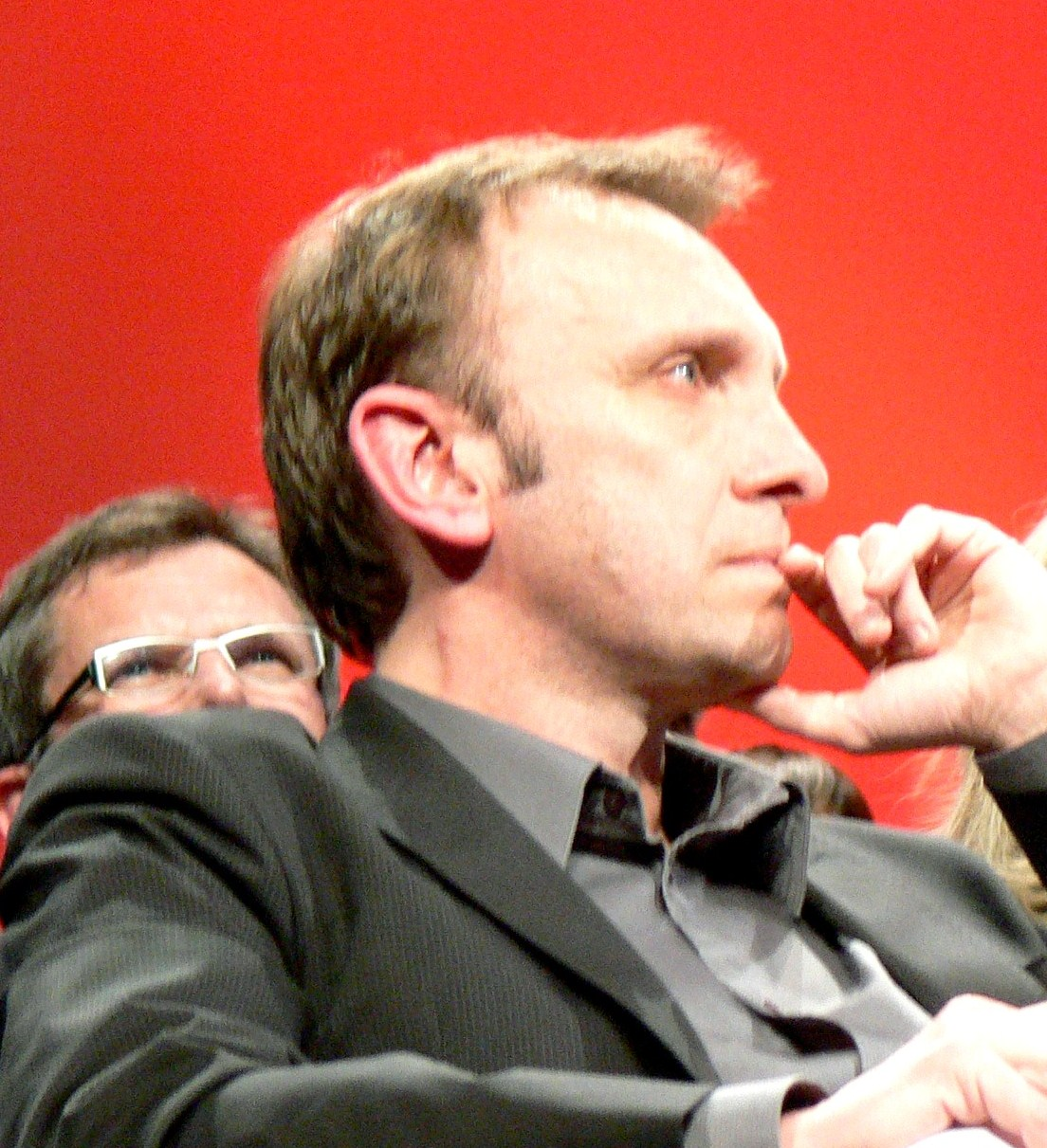
Jean-Philippe Magnen Candidat Europe Écologie-Cap21
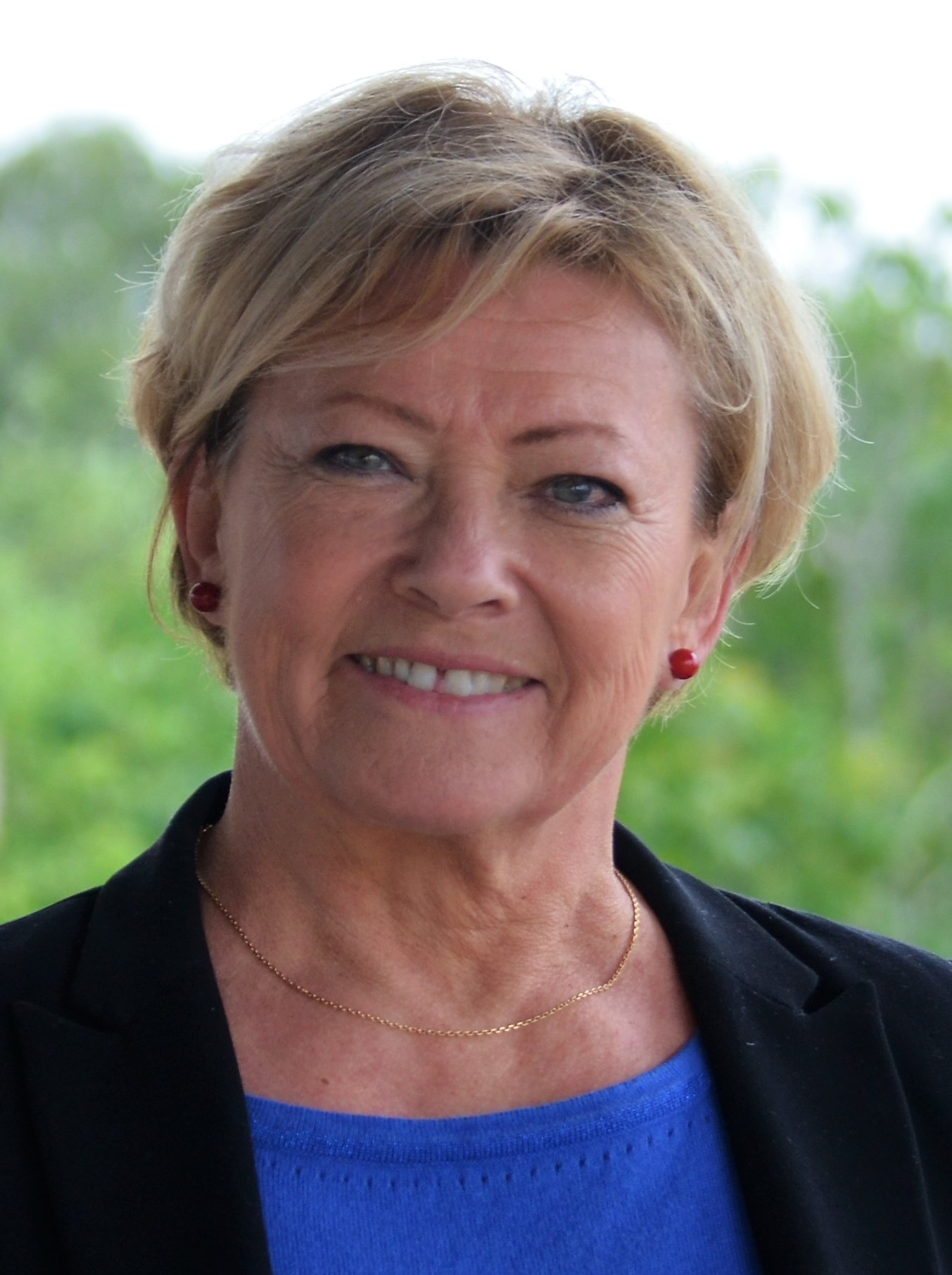
Patricia Gallerneau Candidate Modem
Jacky Flippot Candidat Régionaliste
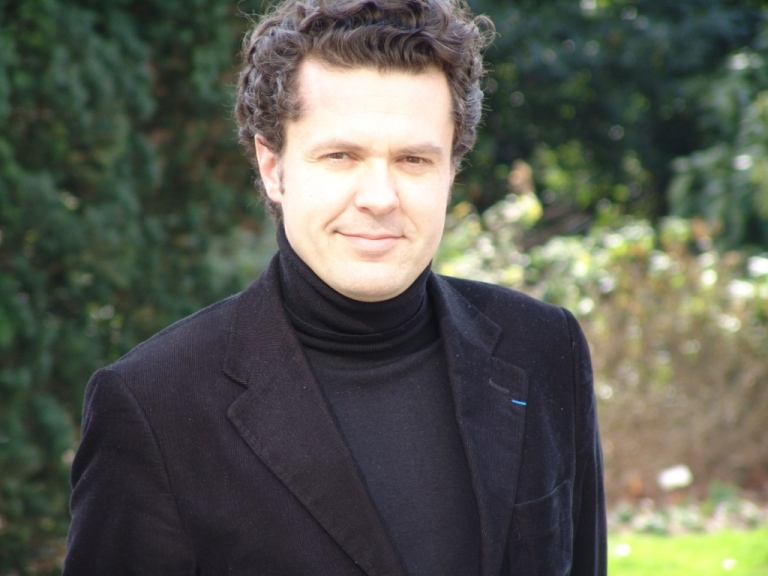
Christophe Béchu Candidat Majorité présidentielle
Brigitte Neveux Candidate FN

### Têtes de liste départementales
| Listes | Listes | Loire-Atlantique    | Maine-et-Loire    | Mayenne                | Sarthe                    | Vendée           |
| ------ | ------ | ------------------- | ----------------- | ---------------------- | ------------------------- | ---------------- |
|        | LO     | Eddy Le Beller      | Céline L'huillier | Martine Amelin         | Yves Cheere               | Gilles Robin     |
|        | PCF    | Laurette Chesnais   | Jean-Luc Godet    | Laurent Thoraval       | Pascale Soulard           | Bernard Violain  |
|        | Verts  | Christophe Douge    | Matthieu Orphelin | Michel Perrier         | Sophie Bringuy            | Claudine Goichon |
|        | PS     | Monique Rabin       | Frédéric Béatse   | Jean-Pierre Le Scornet | Patrick Delpech           | Jacques Auxiette |
|        | PB     | Jacky Flippot       | Youenn Pibot      | Michel Prigen          | Anne Cadorel              | Morgane Ollieric |
|        | MoDem  | Patricia Gallerneau | Stéphane Robin    | Pierrick Tranchevent   | Dominique Dhumeaux        | Sandra Cappi     |
|        | UMP    | Laurent Dejoie      | Christophe Béchu  | Élisabeth Doineau      | Fabienne Labrette-Menager | Antoine Chéreau  |
|        | FN     | Oriane Borja        | Michel Schaeffer  | Paul Le Morvan         | Jean-François Le Gras     | Brigitte Neveux  |

## Sondages
Avertissement : les résultats des intentions de vote ne sont que la mesure actuelle des rapports de forces politiques. Ils ne sont en aucun cas prédictifs du résultat des prochaines élections.
La marge d'erreur de ces sondages est de 4,5 % pour 500 personnes interrogées, 3,2 % pour 1000, 2,2 % pour 2000 et 1,6 % pour 4000.

### Premier tour
| Sondeur    | Date                  | Panel | LO        | PCF    | Verts  | PS       | PB       | MoDem      | UMP   | FN     |
| Sondeur    | Date                  | Panel | Le Beller | Giquel | Magnen | Auxiette | Filippot | Gallerneau | Béchu | Neveux |
| ---------- | --------------------- | ----- | --------- | ------ | ------ | -------- | -------- | ---------- | ----- | ------ |
| Sondeur    | Date                  | Panel |           |        |        |          |          |            |       |        |
| OpinionWay | 26 au 28 février 2010 | 1002  | 3         | 6      | 15     | 30       | 1        | 7          | 32    | 6      |

### Second tour
| Sondeur    | Date                  | Panel | PS-Verts | UMP   |
| Sondeur    | Date                  | Panel | Auxiette | Béchu |
| ---------- | --------------------- | ----- | -------- | ----- |
| Sondeur    | Date                  | Panel |          |       |
| OpinionWay | 26 au 28 février 2010 | 1002  | 55       | 45    |

## Résultats

### Régionaux
|                |                      |                         |              |              |             |             |        |        |
| Tête de liste  | Tête de liste        | Liste                   | Premier tour | Premier tour | Second tour | Second tour | Sièges | Sièges |
| Tête de liste  | Tête de liste        | Liste                   | #            | %            | #           | %           | #      | %      |
|                | Jacques Auxiette*    | PS-PRG-MRC              | 405 103      | 34,36        | 702 188     | 56,39       | 63     | 67,74  |
|                | Jean-Philippe Magnen | Verts-Cap21             | 160 830      | 13,64        | 702 188     | 56,39       | 63     | 67,74  |
|                | Christophe Béchu     | UMP-NC-MPF-AC           | 386 465      | 32,78        | 542 989     | 43,61       | 30     | 32,26  |
|                | Brigitte Neveux      | FN                      | 83 157       | 7,05         |             |             |        |        |
|                | Marc Gicquel         | PCF-PG-Alternatifs-FASE | 58 897       | 5,00         |             |             |        |        |
|                | Patricia Gallerneau  | MoDem-AEI               | 53 879       | 4,57         |             |             |        |        |
|                | Eddy Le Beller       | LO                      | 18 860       | 1,60         |             |             |        |        |
|                | Jacky Flippot        | PB                      | 11 669       | 0,99         |             |             |        |        |
|                |                      |                         |              |              |             |             |        |        |
| Inscrits       | Inscrits             | Inscrits                | 2 551 783    | 100,00       | 2 551 894   | 100,00      |        |        |
| Abstention     | Abstention           | Abstention              | 1 320 742    | 51,76        | 1 230 519   | 48,22       |        |        |
| Votants        | Votants              | Votants                 | 1 231 041    | 48,24        | 1 321 375   | 51,78       |        |        |
| Blancs et nuls | Blancs et nuls       | Blancs et nuls          | 52 181       | 4,21         | 76 198      | 5,76        |        |        |
| Exprimés       | Exprimés             | Exprimés                | 1 178 860    | 95,79        | 1 245 177   | 94,24       |        |        |

* liste du président sortant

### Départementaux

#### Loire-Atlantique
| Tête de liste  | Tête de liste       | Liste                   | Premier tour | Premier tour | Second tour | Second tour | Sièges | Sièges |
| Tête de liste  | Tête de liste       | Liste                   | #            | %            | #           | %           | #      | %      |
| -------------- | ------------------- | ----------------------- | ------------ | ------------ | ----------- | ----------- | ------ | ------ |
|                | Monique Rabin*      | PS-PRG-MRC              | 154 885      | 35,61        | 277 099     | 61,24       | 25     | 71,43  |
|                | Christophe Dougé    | Verts-Cap21             | 69 869       | 16,06        | 277 099     | 61,24       | 25     | 71,43  |
|                | Laurent Dejoie      | UMP-NC-MPF-AC           | 122 195      | 28,09        | 175 391     | 38,76       | 10     | 28,57  |
|                | Oriane Borja        | FN                      | 26 908       | 6,19         |             |             |        |        |
|                | Laurette Chesnais   | PCF-PG-Alternatifs-FASE | 24 284       | 5,58         |             |             |        |        |
|                | Patricia Gallerneau | MoDem-AEI               | 18 922       | 4,35         |             |             |        |        |
|                | Jacky Flippot       | PB                      | 11 389       | 2,62         |             |             |        |        |
|                | Eddy Le Beller      | LO                      | 6 526        | 1,50         |             |             |        |        |
|                |                     |                         |              |              |             |             |        |        |
| Inscrits       | Inscrits            | Inscrits                | 907 553      | 100,00       | 907 814     | 100,00      |        |        |
| Abstention     | Abstention          | Abstention              | 459 958      | 50,68        | 433 273     | 47,73       |        |        |
| Votants        | Votants             | Votants                 | 447 595      | 49,32        | 474 541     | 52,27       |        |        |
| Blancs et nuls | Blancs et nuls      | Blancs et nuls          | 12 617       | 2,82         | 22 051      | 97,18       |        |        |
| Exprimés       | Exprimés            | Exprimés                | 434 978      | 47,93        | 452 490     | 95,35       |        |        |

* liste du président sortant

#### Maine-et-Loire
| Tête de liste  | Tête de liste     | Liste                   | Premier tour | Premier tour | Second tour | Second tour | Sièges | Sièges |
| Tête de liste  | Tête de liste     | Liste                   | #            | %            | #           | %           | #      | %      |
| -------------- | ----------------- | ----------------------- | ------------ | ------------ | ----------- | ----------- | ------ | ------ |
|                | Christophe Béchu  | UMP-NC-MPF-AC           | 95 826       | 37,73        | 126 891     | 47,09       | 7      | 35,00  |
|                | Frédéric Béatse*  | PS-PRG-MRC              | 80 113       | 31,54        | 142 601     | 52,91       | 13     | 65,00  |
|                | Matthieu Orphelin | Verts-Cap21             | 33 715       | 13,28        | 142 601     | 52,91       | 13     | 65,00  |
|                | Michel Schaeffer  | FN                      | 17 696       | 6,97         |             |             |        |        |
|                | Stéphane Robin    | MoDem-AEI               | 11 810       | 4,65         |             |             |        |        |
|                | Jean-Luc Godet    | PCF-PG-Alternatifs-FASE | 10 770       | 4,24         |             |             |        |        |
|                | Céline L'huillier | LO                      | 4 027        | 1,59         |             |             |        |        |
|                | Youenn Pibot      | PB                      | 12           | 0,01         |             |             |        |        |
|                |                   |                         |              |              |             |             |        |        |
| Inscrits       | Inscrits          | Inscrits                | 544 631      | 100,00       | 544 621     | 100,00      |        |        |
| Abstention     | Abstention        | Abstention              | 278 646      | 51,16        | 258 057     | 47,38       |        |        |
| Votants        | Votants           | Votants                 | 265 985      | 48,84        | 286 564     | 52,62       |        |        |
| Blancs et nuls | Blancs et nuls    | Blancs et nuls          | 12 016       | 4,52         | 17 072      | 5,96        |        |        |
| Exprimés       | Exprimés          | Exprimés                | 253 969      | 95,48        | 269 492     | 94,04       |        |        |

* liste du président sortant

#### Mayenne
| Tête de liste  | Tête de liste           | Liste                   | Premier tour | Premier tour | Second tour | Second tour | Sièges | Sièges |
| Tête de liste  | Tête de liste           | Liste                   | #            | %            | #           | %           | #      | %      |
| -------------- | ----------------------- | ----------------------- | ------------ | ------------ | ----------- | ----------- | ------ | ------ |
|                | Élisabeth Doineau       | AC-UMP-NC-MPF           | 34 577       | 36,23        | 49 046      | 47,69       | 2      | 28,57  |
|                | Jean-Pierre Le Scornet* | PS-PRG-MRC              | 31 112       | 32,60        | 53 794      | 52,31       | 5      | 71,43  |
|                | Michel Perrier          | Verts-Cap21             | 12 340       | 12,93        | 53 794      | 52,31       | 5      | 71,43  |
|                | Paul Le Morvan          | FN                      | 7 002        | 7,34         |             |             |        |        |
|                | Pierrick Tranchevent    | MoDem-AEI               | 5 034        | 5,27         |             |             |        |        |
|                | Laurent Thoraval        | PCF-PG-Alternatifs-FASE | 3 708        | 3,88         |             |             |        |        |
|                | Martine Amelin          | LO                      | 1 658        | 1,74         |             |             |        |        |
|                | Michel Prigen           | PB                      | 18           | 0,02         |             |             |        |        |
|                |                         |                         |              |              |             |             |        |        |
| Inscrits       | Inscrits                | Inscrits                | 221 044      | 100,00       | 221 047     | 100,00      |        |        |
| Abstention     | Abstention              | Abstention              | 119 107      | 53,88        | 109 556     | 49,56       |        |        |
| Votants        | Votants                 | Votants                 | 101 937      | 46,12        | 111 491     | 50,44       |        |        |
| Blancs et nuls | Blancs et nuls          | Blancs et nuls          | 6 488        | 6,36         | 8 651       | 7,76        |        |        |
| Exprimés       | Exprimés                | Exprimés                | 95 449       | 93,64        | 102 840     | 92,24       |        |        |

* liste du président sortant

#### Sarthe
| Tête de liste  | Tête de liste             | Liste                   | Premier tour | Premier tour | Second tour | Second tour | Sièges | Sièges |
| Tête de liste  | Tête de liste             | Liste                   | #            | %            | #           | %           | #      | %      |
| -------------- | ------------------------- | ----------------------- | ------------ | ------------ | ----------- | ----------- | ------ | ------ |
|                | Patrick Delpech*          | PS-PRG-MRC              | 62 327       | 35,72        | 111 737     | 59,48       | 10     | 71,43  |
|                | Sophie Bringuy            | Verts-Cap21             | 21 582       | 12,37        | 111 737     | 59,48       | 10     | 71,43  |
|                | Fabienne Labrette-Ménager | UMP-NC-MPF-AC           | 50 775       | 29,10        | 76 119      | 40,52       | 4      | 28,57  |
|                | Jean-François Le Gras     | FN                      | 16 497       | 9,45         |             |             |        |        |
|                | Pascale Soulard           | PCF-PG-Alternatifs-FASE | 12 332       | 7,07         |             |             |        |        |
|                | Dominique Dhumeaux        | MoDem-AEI               | 7 271        | 4,17         |             |             |        |        |
|                | Yves Cheere               | LO                      | 3 489        | 2,00         |             |             |        |        |
|                | Anne Cadorel              | PB                      | 222          | 0,13         |             |             |        |        |
|                |                           |                         |              |              |             |             |        |        |
| Inscrits       | Inscrits                  | Inscrits                | 402 870      | 100,00       | 402 860     | 100,00      |        |        |
| Abstention     | Abstention                | Abstention              | 218 585      | 54,26        | 201 171     | 49,94       |        |        |
| Votants        | Votants                   | Votants                 | 184 285      | 45,74        | 201 689     | 50,06       |        |        |
| Blancs et nuls | Blancs et nuls            | Blancs et nuls          | 9 790        | 5,31         | 13 833      | 6,86        |        |        |
| Exprimés       | Exprimés                  | Exprimés                | 174 495      | 94,69        | 187 856     | 93,14       |        |        |

* liste du président sortant

#### Vendée
| Tête de liste  | Tête de liste     | Liste                   | Premier tour | Premier tour | Second tour | Second tour | Sièges | Sièges |
| Tête de liste  | Tête de liste     | Liste                   | #            | %            | #           | %           | #      | %      |
| -------------- | ----------------- | ----------------------- | ------------ | ------------ | ----------- | ----------- | ------ | ------ |
|                | Antoine Chéreau   | MPF-UMP-NC-AC           | 83 106       | 37,78        | 115 611     | 49,71       | 7      | 41,18  |
|                | Jacques Auxiette* | PS-PRG-MRC              | 76 668       | 34,85        | 116 941     | 50,29       | 10     | 58,82  |
|                | Claudine Goichon  | Verts-Cap21             | 23 325       | 10,60        | 116 941     | 50,29       | 10     | 58,82  |
|                | Brigitte Neveux   | FN                      | 15 056       | 6,84         |             |             |        |        |
|                | Sandra Cappi      | MoDem-AEI               | 10 842       | 4,93         |             |             |        |        |
|                | Bernard Violain   | PCF-PG-Alternatifs-FASE | 7 807        | 3,55         |             |             |        |        |
|                | Gilles Robin      | LO                      | 3 161        | 1,44         |             |             |        |        |
|                | Morgane Ollieric  | PB                      | 29           | 0,01         |             |             |        |        |
|                |                   |                         |              |              |             |             |        |        |
| Inscrits       | Inscrits          | Inscrits                | 475 668      | 100,00       | 475 662     | 100,00      |        |        |
| Abstention     | Abstention        | Abstention              | 244 726      | 51,45        | 228 560     | 48,05       |        |        |
| Votants        | Votants           | Votants                 | 230 942      | 48,55        | 247 102     | 51,95       |        |        |
| Blancs et nuls | Blancs et nuls    | Blancs et nuls          | 10 948       | 4,74         | 14 550      | 5,89        |        |        |
| Exprimés       | Exprimés          | Exprimés                | 219 994      | 95,26        | 232 552     | 94,11       |        |        |

* liste du président sortant